# 霍羅爾
霍羅爾（烏克蘭語：Хорол，羅馬化：Khorol，發音：[xoˈrɔɫ]）是乌克兰波尔塔瓦州盧布尼區霍罗尔市镇内的城市及该市镇的行政中心，2020年7月18日前为霍羅爾區的行政中心。該市位於霍羅爾河右岸，距離州府波尔塔瓦96公里，始建於1083年，面積11平方公里，海拔高度130米，2022年人口数量为12,540人。

## 图集

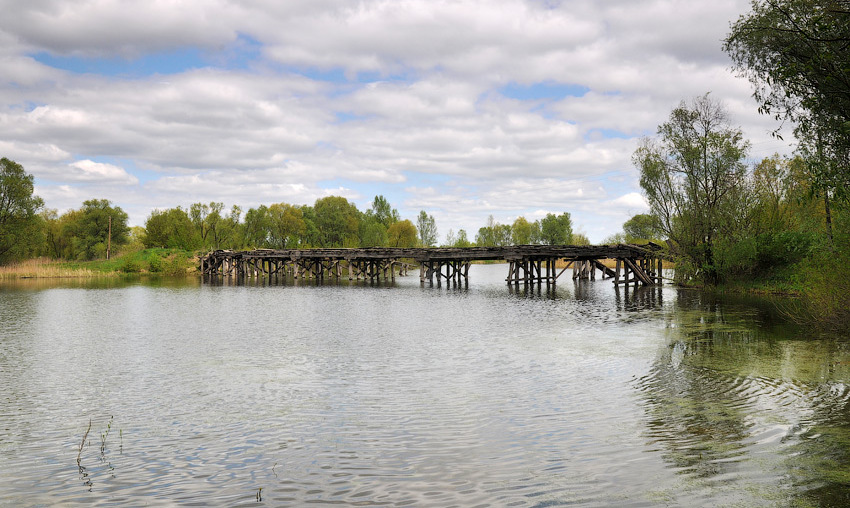
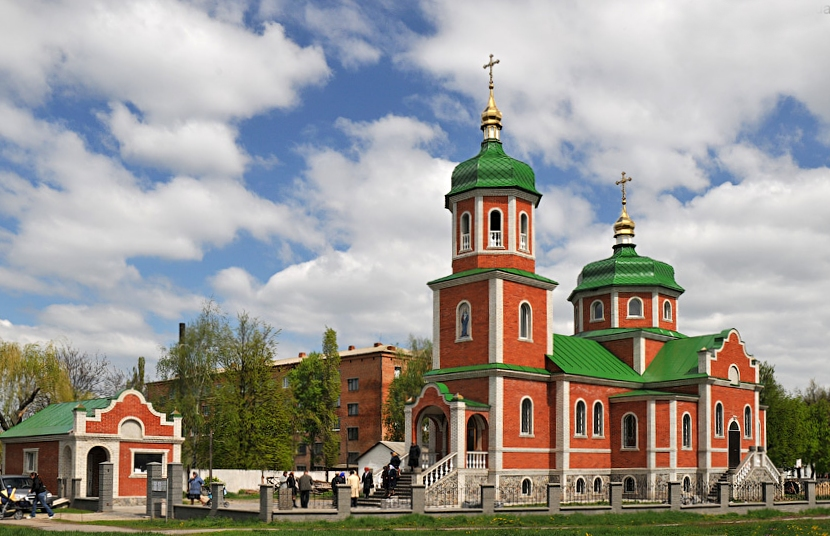
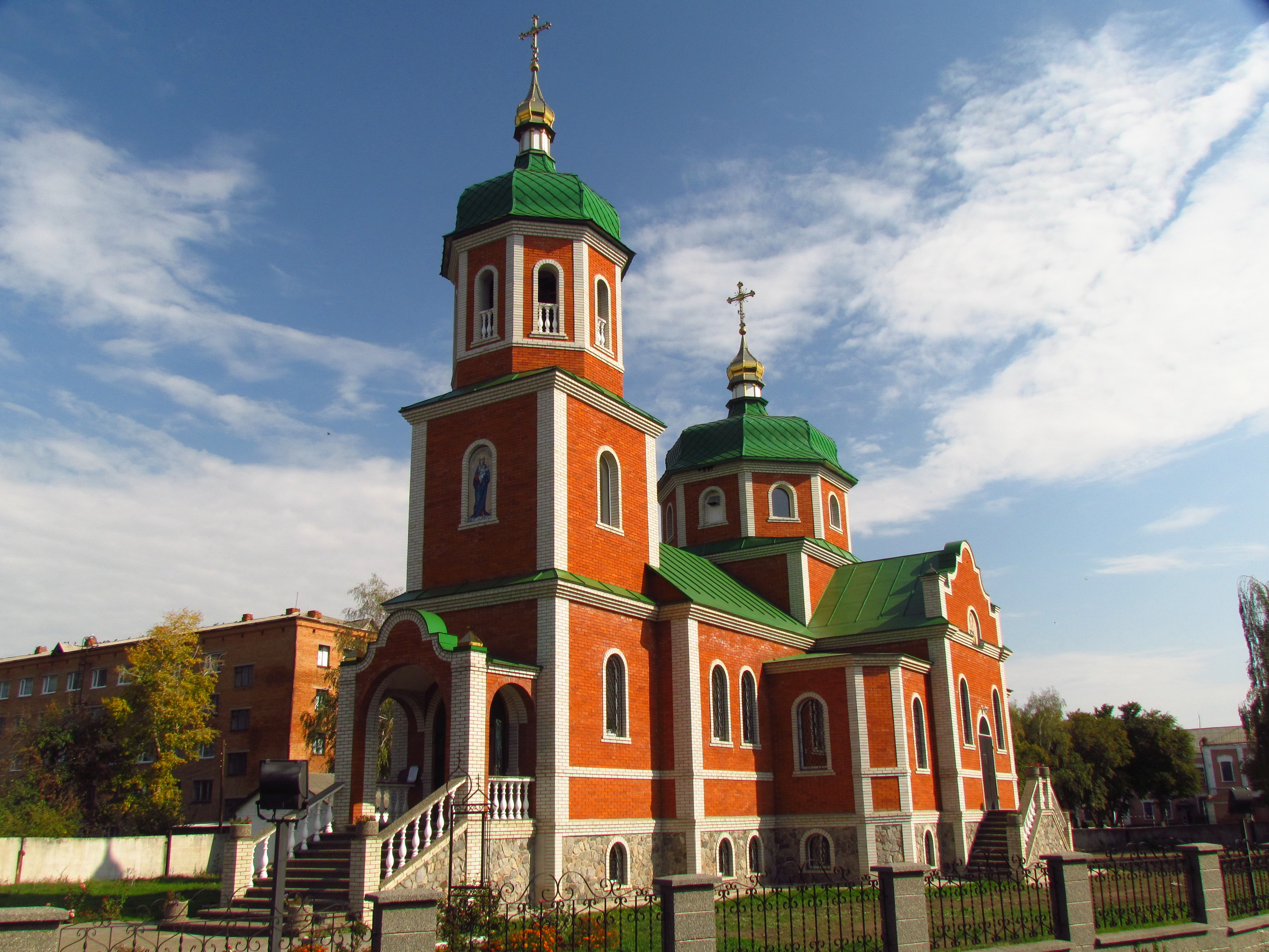
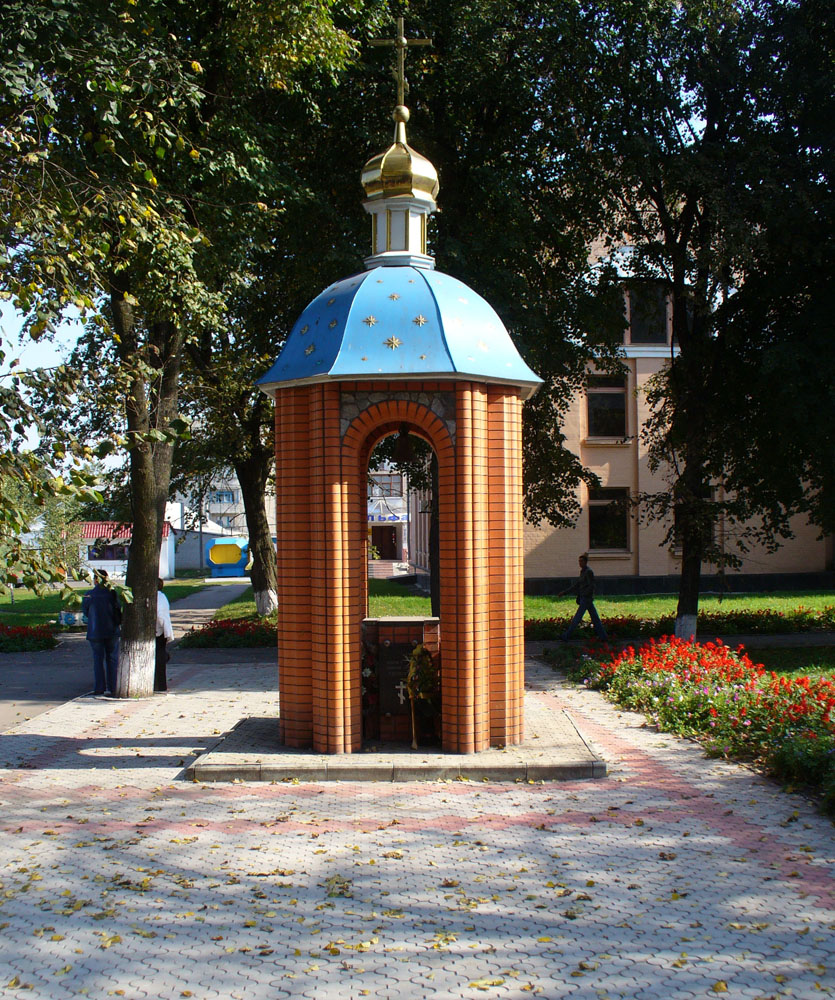
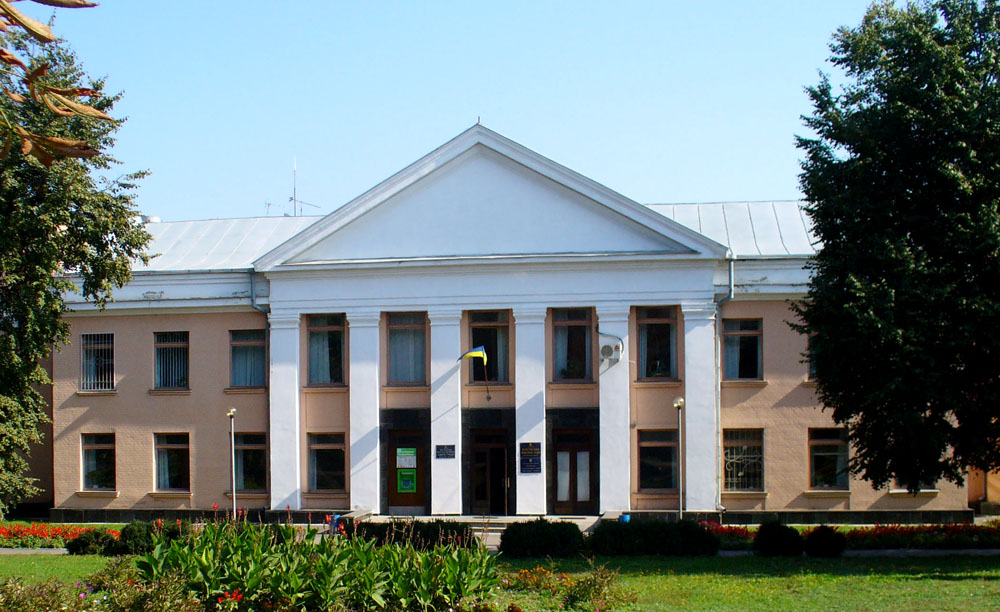
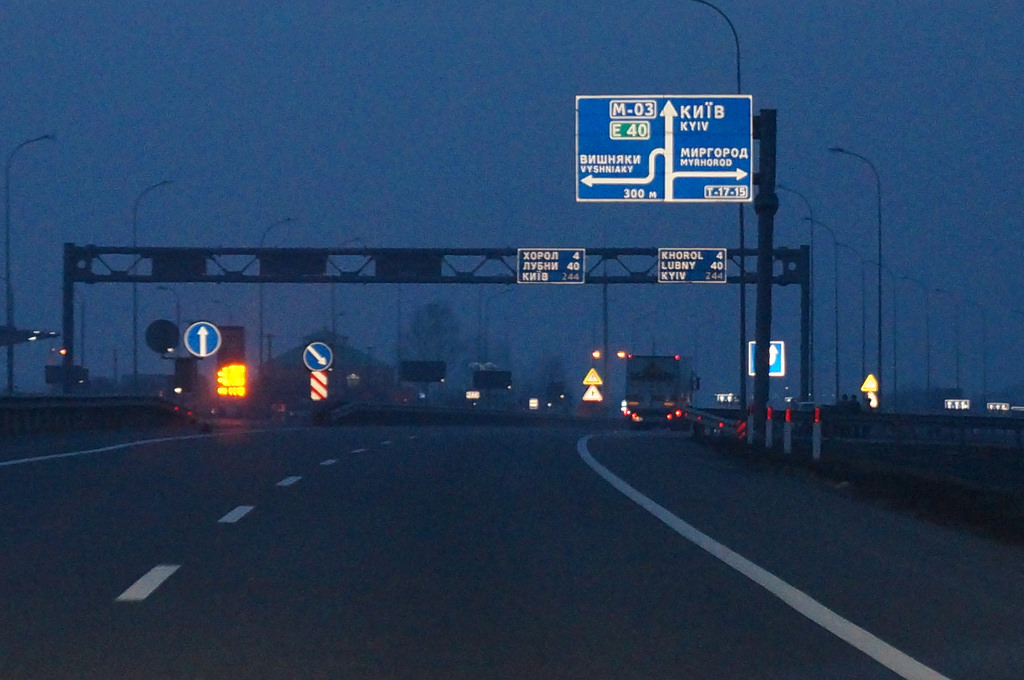
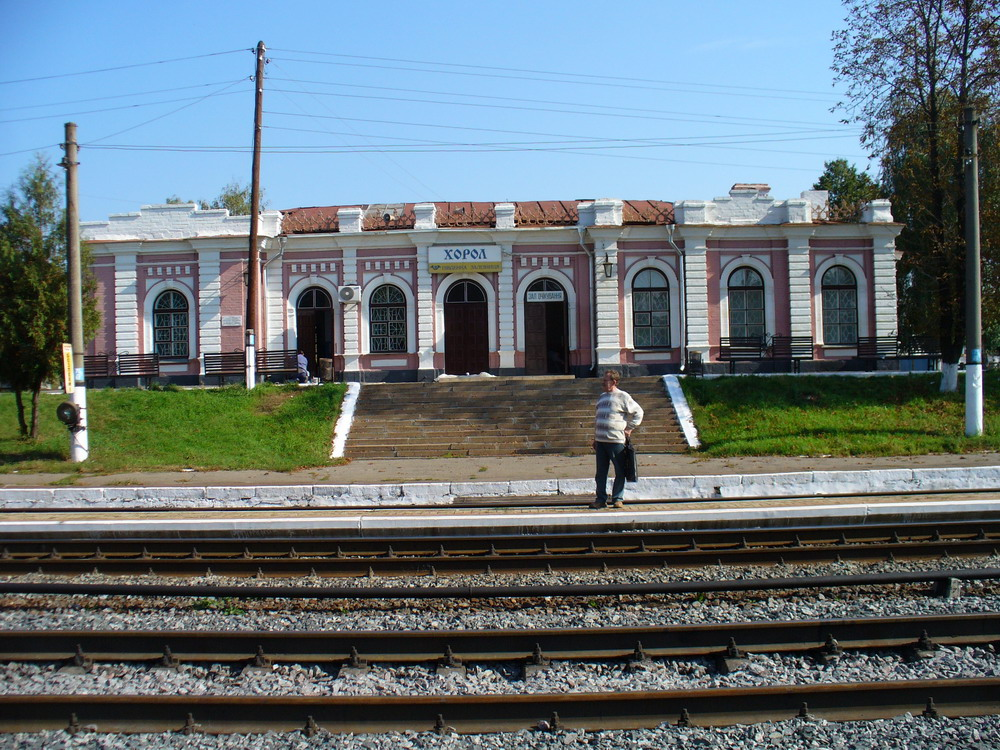